# Handknattleikssamband Íslands
Het Handknattleikssamband Íslands (HSÍ) is de koepelorganisatie in IJsland voor de beoefening van het handbal. De HSÍ organiseert het handbal in IJsland en vertegenwoordigt het 
IJslandse handbal op internationale sportevenementen.
De bond is opgericht op 11 juni 1957 en sinds 1984 lid van de Internationale Handbalfederatie. De HSÍ werd in 1991 ook lid van de Europese Handbalfederatie. Anno 2016 telde de federatie zo'n 8.576 leden, verspreid over 25 verenigingen. 

## Nationale ploegen
- IJslands handbalteam (mannen)
- IJslands handbalteam (vrouwen)
- IJslands handbalteam junioren (mannen)
- IJslands handbalteam junioren (vrouwen)
- IJslands handbalteam jeugd (mannen)
- IJslands handbalteam jeugd (vrouwen)

## Ledenaantallen
Hieronder de ontwikkeling van het ledenaantal en het aantal verenigingen:
| Jaar | Ledenaantallen | Ledenaantallen | Ledenaantallen | Verenigingen |
| Jaar | Mannen         | Vrouwen        | Totaal         | Verenigingen |
| ---- | -------------- | -------------- | -------------- | ------------ |
| 2016 | 5.349          | 3.227          | 8.576          | 25           |
| 2013 | 4.499          | 2.845          | 7.344          |              |
| 2012 | 4.841          | 3.095          | 7.936          | 25           |
| 2011 | 4.467          | 2.758          | 7.225          | 29           |
| 2010 | 4.410          | 2.688          | 7.098          |              |
| 2009 | 4.262          | 2.707          | 6.969          |              |
| 2008 | 4.321          | 2.684          | 7.005          |              |
| 2007 | 3.865          | 2.588          | 6.453          |              |
| 2006 | 3.900          | 2.680          | 6.580          |              |
| 2005 | 3.932          | 2.814          | 6.746          |              |
| 2004 | 3.753          | 2.585          | 6.338          |              |
| 2003 | 3.656          | 2.666          | 6.322          |              |
| 2002 | 3.581          | 2.511          | 6.092          |              |
| 2001 | 3.286          | 2.139          | 5.425          |              |
| 2000 | 2.717          | 1.719          | 4.436          |              |
| 1999 | 2.960          | 1.781          | 4.741          |              |
| 1998 | 2.954          | 1.613          | 4.567          |              |
| 1997 | 3.231          | 1.719          | 4.950          |              |
| 1996 | 3.111          | 1.777          | 4.888          |              |
| 1995 | 2.890          | 1.684          | 4.574          |              |
| 1994 | 2.953          | 1.752          | 4.705          |              |